# محمد لعموري
محمد لعموري مناضل ومجاهد ثوري ولد في عين ياقوت بباتنة سنة 1929، تولى قيادة الولاية الأولى برتبة عقيد وتوفي في ماي 1959 بتونس.

## نشأته
ولـد محمد لعموري بأولاد سي علي بلدية عين ياقوت في جوان 1929 وترعرع وسط عائلة متواضعة تمتهن الفلاحة من أجل كسب قوتها، تتلمذ على يـد شيوخ دواره فحفظ القرآن الكريم ثم التحق بالمدرسة الابتدائية بعين ياقوت سنة 1935 ودرس بها أربع سنوات حتى عام 1939 ليلتحق بعدها بمعهد الإمام عبد الحميد بن باديس بقسنطينة ويكمل دراسته به إلى غاية 1947 وهناك تأصلت عقيدته الإسلامية وتشبع بالروح الوطنية متأثرا بروادها آنذاك، وبعدهـا عاد إلى مسقط رأسه واشتغل بالتجـارة.

## نشاطه قبل الثورة
إنضم محمد لعموري لحركة انتصار الحريات الديمقراطية ونتيجة لنشاطه تم اعتقاله في 1951 وسجنه إلى غاية 1955.

## نشاطه أثناء الثورة
بعد خروجه من السجن سنة 1955 انضم إلى الثورة وكلفه بن بولعيد رفقة مصطفى رعايلي ويوسف لعلاوي وأحمد قادة بالاتصال بقادة الولاية الثالة وإبلاغ كريم بلقاسم بحضور الاجتماع الذي سيعقد في شهر مارس بالجبل الأزرق، وفي طريق عودته ألقي عليه القبض من طرف المصاليين لعدة أشهر ولم يتم إطلاق سراحه إلا بعد مفاوضات عديدة.

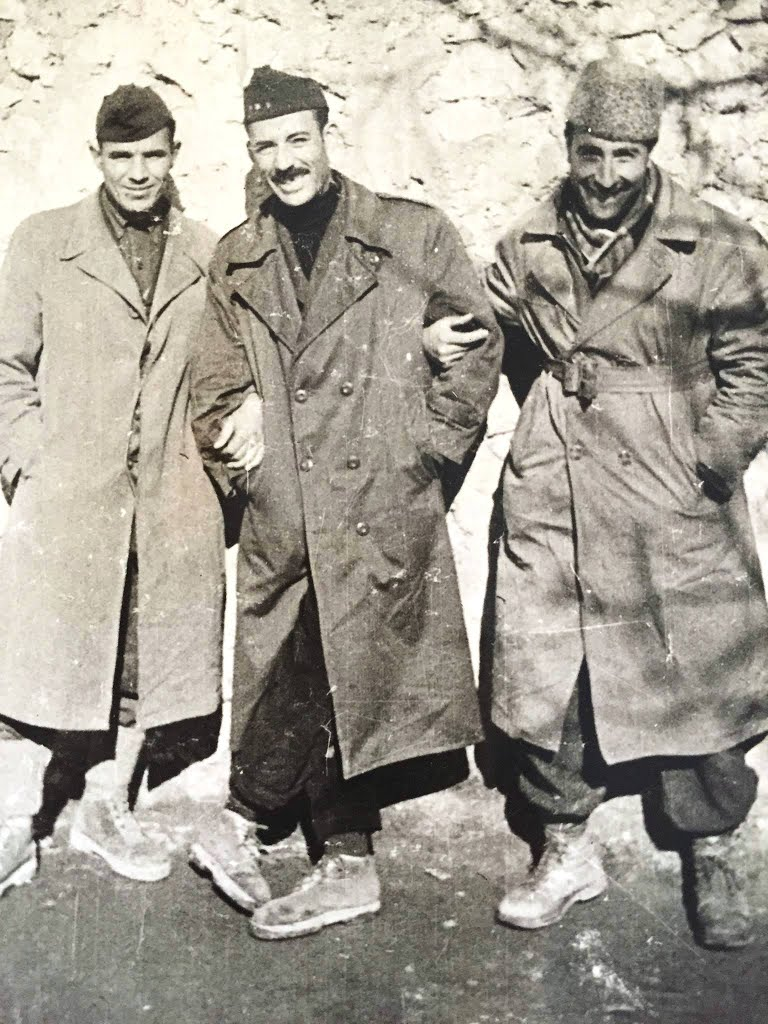
العقيد محمد لعموري على اليسار، العقيد عميروش آيت حمودة في الوسط والرائد علي النمر على اليمين

بعد قدوم عميروش إلى الأوراس سنة 1956 تمت ترقيته إلى رقيب مسؤول عن المنطقة الأولى وفي سنة 1957 عين عضوا في المجلس القيادي للولاية مكلفا بالجانب السياسي وبنفس العام أصبح قائدا للولاية الأولى برتبة عقيـد خلفا لمحمود الشريف الذي أصبح عضوا في لجنة التنسيق والتنفيذ، ولما أنشأ كريم لجنة العمليات العسكرية الشرقية إلتحق بمجلس القيادة فيها وخلفه أحمد نواورة على رأس الولاية الأولى.

## استشهاده
تم اعتقاله في مدينة الكاف التونسية يوم 16 نوفمبر 1958 وتم محاكمته من طرف الحكومة المؤقتة فيما يعرف بحادثة العقداء وحكم عليه بالإعدام واستشهد في مارس 1959.